# Emericanum
Az Emericanum Pozsony egykori papneveldéje volt 1642-1918 között.

## Története
1642-ben Lósy Imre prímás alapította az esztergomi egyházmegye szemináriumát. Valójában kisszeminárium volt, gondozója pedig a pozsonyi társaskáptalan volt. Igazgatója az egyik kanonok. A növendékek a pozsonyi királyi főgimnáziumban tanultak. 1919-ben mint magyar papképző megszűnt. Egykori épülete a Káptalan utcában ma műemlék.

## Neves tanárai
- Hevánszky Lipót teológiai doktor és tanár.
- Palsovics Antal pozsonyi kanonok.
- Santho Károly pozsonyi kanonok
- Zandt Ödön katolikus plébános és a papnevelő-intézet aligazgatója

## Neves diákjai
- Aschner Tivadar (1824–1879) pozsonyi kanonok, főgimnáziumi tanár.
- Bartakovics Béla egri érsek, a Magyar Királyi Szent István-rend nagykeresztese, belső titkos tanácsos, Heves és Külső-Szolnok vármegye örökös főispánja. A Magyar Tudományos Akadémia tagja.
- Császka György szepesi püspök, kalocsai érsek.
- Dankó József Károly c. püspök, egyháztörténész, a Magyar Tudományos Akadémia levelező tagja (1881).
- Dedek Crescens Lajos prépost-kanonok, történetíró, egyháztörténész, az MTA levelező tagja (1926).
- Fischer Ágoston plébános, a szaléziek megtelepítője Óbudán.
- Forgách Ágoston címzetes püspök, nagyprépost, főispán.
- Martin Hattala nyelvész, teológiai doktor és egyetemi tanár.
- Haynald Lajos kalocsai bíboros érsek, erdélyi katolikus püspök, botanikus.
- Kolossváry Sándor római katolikus pap, mecénás, a Magyar Tudós Társaság tiszteleti tagja.
- Kopácsy József hercegprímás, pristinai, székesfehérvári és veszprémi püspök, esztergomi érsek.
- Kovács József teológus, tanár, szentszéki ülnök.
- Kremlicska János esztergomi, majd érsekújvári plébános, pozsonyi kanonok, verebélyi széki táblabíró.
- Kriegler József plébános.
- Lassú Lajos esperes-plébános.
- Machovich Gyula teológiai doktor és plébános.
- Majthényi Adolf kánonjogi doktor, apát, kanonok, főesperes.
- Markus Gyula (1825-1893) esztergomi kanonok és választott püspök.
- Mikes Lajos magyar újságíró, szerkesztő, műfordító.
- Miksó István római katolikus plébános, kanonok, egyházi író.
- Németh György esztergomi kanonok, választott püspök.
- Nyáry Rudolf esztergomi kanonok, vallásos író.
- Pelikán Ferdinánd római katolikus plébános.
- Perényi Károly (1762-1819) címzetes püspök, hétszemélynök.
- Pongrácz Adolf választott püspök.
- Pór Antal történész, egyházi író, a Magyar Tudományos Akadémia rendes tagja (1892).
- Andrej Ľudovít Radlinský nyelvész, római katolikus plébános.
- Rimely Károly teológiai doktor, besztercebányai püspök.
- Samassa József szepesi püspök, egri bíbornok-érsek, egyházi író, az MTA tagja (ig. 1906).
- Scharnbek Nepomuk János római katolikus lelkész és főgimnáziumi tanár.
- Schopper György rozsnyói püspök.
- Schreiber László teológiai doktor, apát-kanonok.
- Simor János székesfehérvári kanonok, később győri püspök, majd bíboros, hercegprímás, esztergomi érsek.
- Somogyi Alajos (1816-1856) misszionárius, festő, író.
- Sujánszky Antal választott püspök, esztergomi kanonok, író, költő, szerkesztő, a katolikus vallásos költészet művelője.
- Taxner Ignác bölcseleti doktor és hittanár.
- Thuránszky Herman nagyszombati kanonok.
- Tóth Imre esztergomi segédpüspök.
- Turcsányi Mátyás katolikus plébános, tiszteletbeli kanonok.
- Urbanek Ferenc apát-kanonok.
- Viber József püspök és pozsonyi prépost.
- Zalka János győri püspök.
- Zandt Ödön plébános.